# Розкішний стиль
Розкішний стиль — стиль у мистецтві Стародавньої Греції періоду високої класики, що з'явився близько 430—410 років до н. е. і проіснував до 370 до н. е.
За своєю суттю розкішний стиль являє собою маньєристський напрямок періоду пізньої класики. Для розкішного стилю характерна зайва декоративність, що виражається у достатку складок при зображенні вбрання.
До розкішного стилю відносять фриз в Храмі Ніки Аптерос на Афінському акрополі і Каріатиди на одному з портиків Ерехтейону. У розкішному стилі, на думку мистецтвознавців виконана, і скульптура Ніка Пеонія, що прикрашала колись вхід до Храму Зевса в Олімпії.
Розкішний стиль знайшов своє відображення не тільки в скульптурі. Про його барвистість можна судити з орнаментального вазопису цього періоду. Саме у червонофігурному вазопису в цей час здійснені перші спроби створення об'ємних зображень із використанням ілюзії простору.

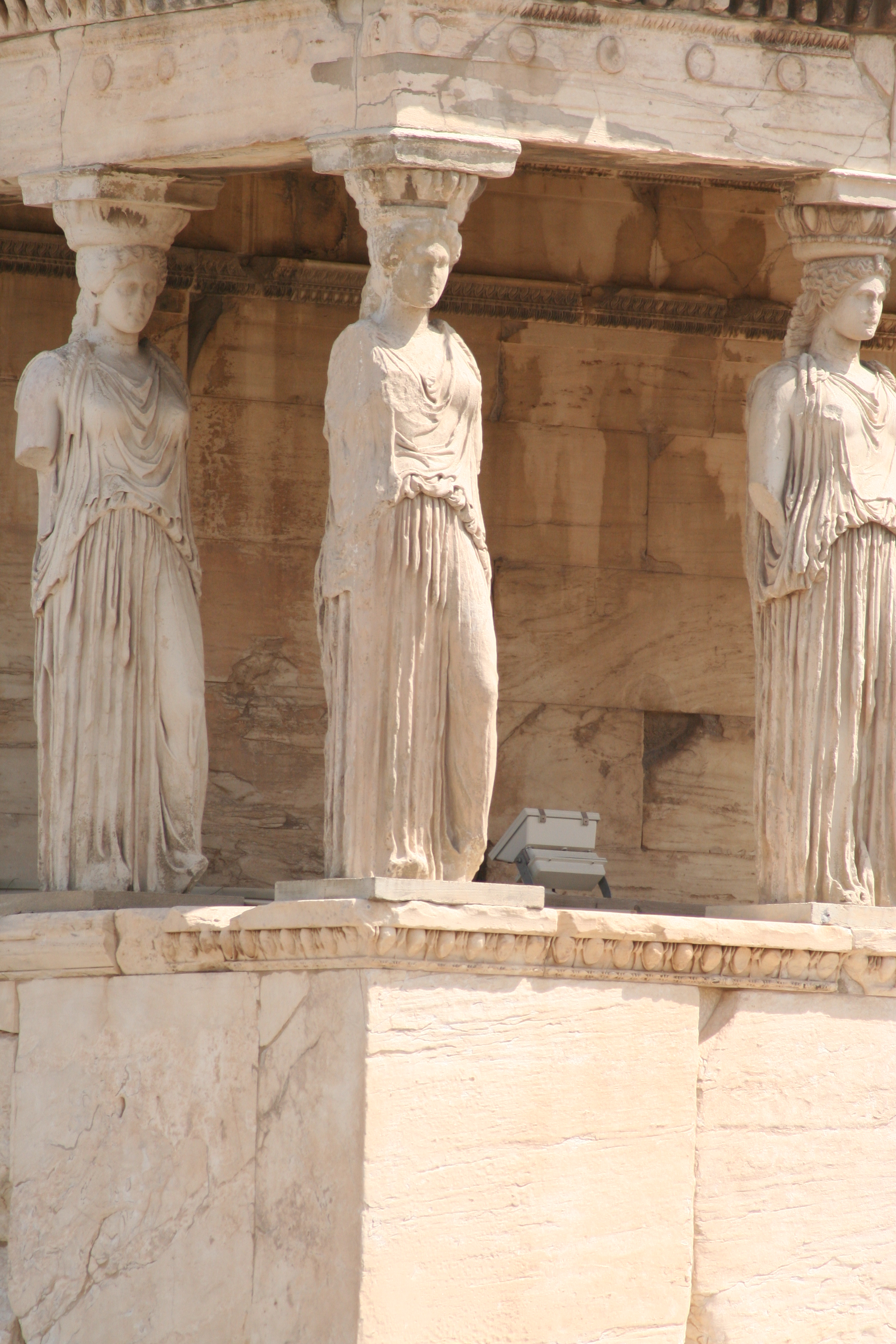
Каріатиди Ерехтейону
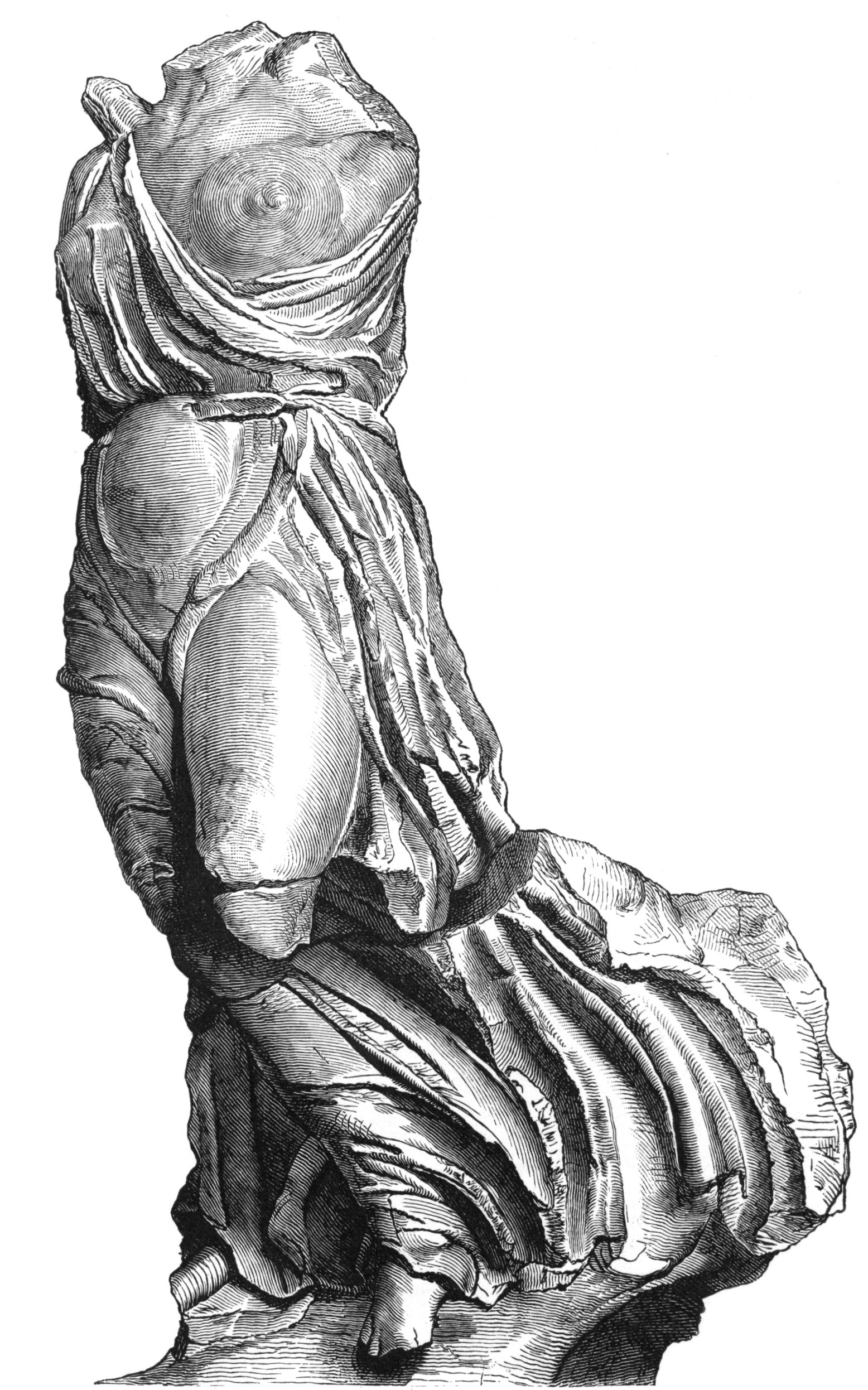
Ніка Пеонія
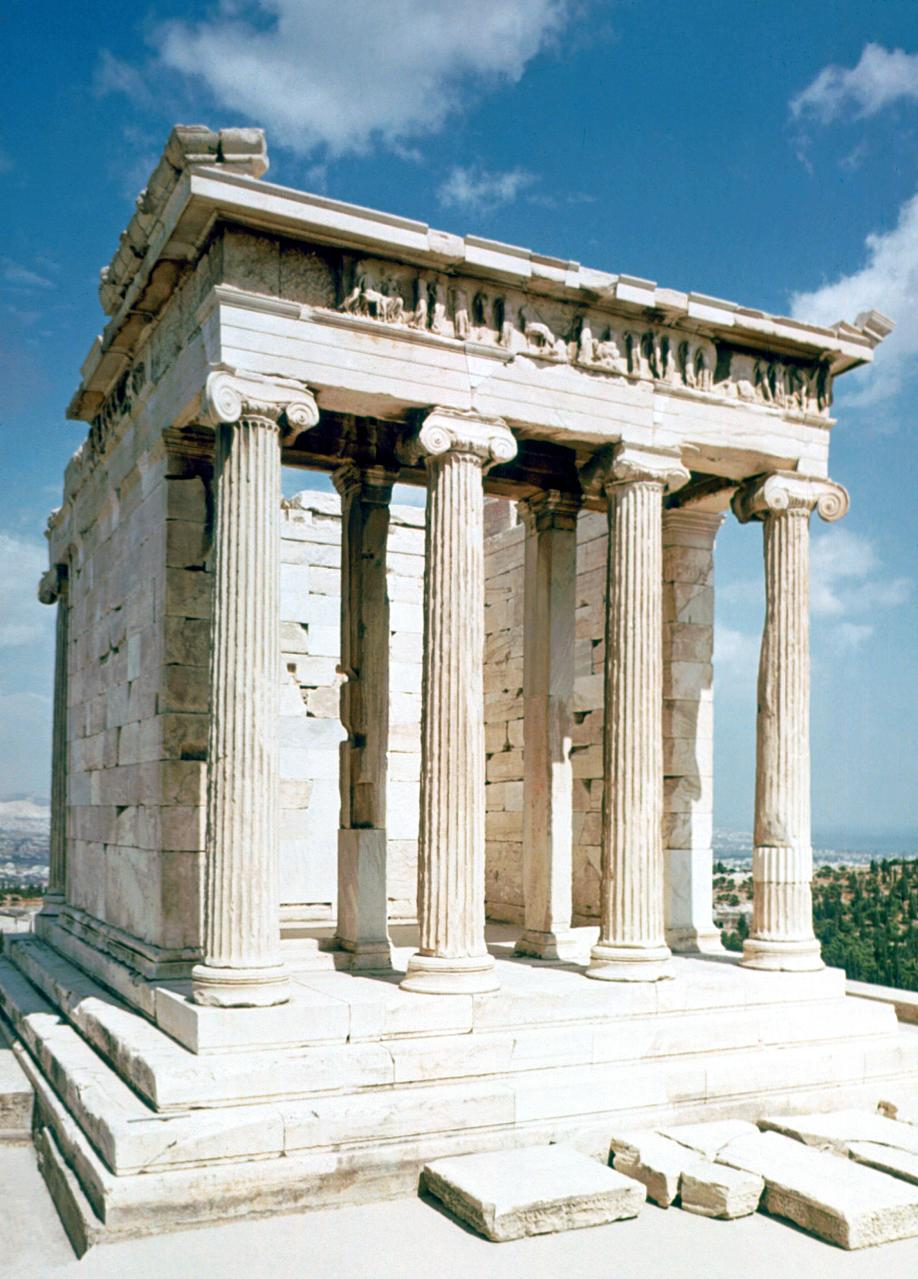
Храм Ніки Аптерос